# Eesti Superkarikas
La Supercoppa di Estonia (est. Eesti Superkarikas) è una competizione annuale estone in cui si affrontano in un'unica gara i vincitori della Meistriliiga, la massima serie del campionato di calcio estone, e i detentori della Coppa di Estonia.

## Albo d'oro
| Anno | Vincitore       | Risultato               | Finalista        |
| ---- | --------------- | ----------------------- | ---------------- |
| 1996 | Sadam Tallinn   | 3 – 2                   | Lantana Tallinn  |
| 1997 | Lantana Tallinn | 3 – 0                   | Sadam Tallinn    |
| 1998 | Flora Tallinn   | 3 – 2 (dts)             | Sadam Tallinn    |
| 1999 | Levadia Tallinn | 4 – 1                   | Flora Tallinn    |
| 2000 | Levadia Tallinn | 2 – 1 (dts)             | Tulevik Viljandi |
| 2001 | Levadia Tallinn | 2 – 0 3 – 1             | Trans Narva      |
| 2002 | Flora Tallinn   | 1 – 1 (dts) 4 – 2 (dtr) | Levadia Tallinn  |
| 2003 | Flora Tallinn   | 3 – 1 (dts)             | TVMK Tallinn     |
| 2004 | Flora Tallinn   | 2 – 1                   | Levadia Tallinn  |
| 2005 | TVMK Tallinn    | 1 – 0                   | Levadia Tallinn  |
| 2006 | TVMK Tallinn    | 1 – 1 (dts) 3 – 2 (dtr) | Flora Tallinn    |
| 2007 | Trans Narva     | 2 – 1                   | Levadia Tallinn  |
| 2008 | Trans Narva     | 4 – 1                   | Levadia Tallinn  |
| 2009 | Flora Tallinn   | 2 – 1                   | Levadia Tallinn  |
| 2010 | Levadia Tallinn | 2 – 0                   | Flora Tallinn    |
| 2011 | Flora Tallinn   | 0 – 0 (dts) 5 – 3 (dtr) | Levadia Tallinn  |
| 2012 | Flora Tallinn   | 4 – 0                   | Trans Narva      |
| 2013 | Levadia Tallinn | 3 – 0                   | Kalju Nõmme      |
| 2014 | Flora Tallinn   | 1 – 0                   | Levadia Tallinn  |
| 2015 | Levadia Tallinn | 5 – 0                   | Santos Tartu     |
| 2016 | Flora Tallinn   | 3 – 0                   | Kalju Nõmme      |
| 2017 | FCI Tallinn     | 5 – 0                   | Flora Tallinn    |
| 2018 | Levadia Tallinn | 2 – 2 (dts) 4 – 3 (dtr) | Flora Tallinn    |
| 2019 | Kalju Nõmme     | 3 – 2                   | Levadia Tallinn  |
| 2020 | Flora Tallinn   | 2 – 0                   | Trans Narva      |
| 2021 | Flora Tallinn   | 1 – 0                   | Paide            |
| 2022 | Levadia Tallinn | 0 – 0 (dts) 4 – 2 (dtr) | Flora Tallinn    |
| 2023 | Paide           | 3 – 2                   | Flora Tallinn    |
| 2024 | Flora Tallinn   | 2 – 2 (5-3 dtr)         | Trans Narva      |
| 2025 | Levadia Tallinn | 3 – 2                   | Kalju Nõmme      |

## Titoli per club
| Club            | Vittorie | Sconfitte | Anni vittorie                                                          | Anni sconfitte                                       |
| --------------- | -------- | --------- | ---------------------------------------------------------------------- | ---------------------------------------------------- |
| Flora Tallinn   | 12       | 7         | 1998, 2002, 2003, 2004, 2009, 2011, 2012, 2014, 2016, 2020, 2021, 2024 | 1999, 2006, 2010, 2017, 2018, 2022, 2023             |
| Levadia Tallinn | 9        | 9         | 1999, 2000, 2001, 2010, 2013, 2015, 2018, 2022, 2025                   | 2002, 2004, 2005, 2007, 2008, 2009, 2011, 2014, 2019 |
| Trans Narva     | 2        | 4         | 2007, 2008                                                             | 2001, 2012, 2020, 2024                               |
| TVMK Tallinn    | 2        | 1         | 2005, 2006                                                             | 2003                                                 |
| Kalju Nõmme     | 1        | 3         | 2019                                                                   | 2013, 2016, 2025                                     |
| Sadam Tallinn   | 1        | 2         | 1996-97                                                                | 1997-98, 1998                                        |
| Paide           | 1        | 1         | 2023                                                                   | 2021                                                 |
| Lantana Tallinn | 1        | 1         | 1997                                                                   | 1996                                                 |
| FCI Tallinn     | 1        | –         | 2017                                                                   |                                                      |